# Florø
Florø város Norvégia nyugati részén. Közigazgatásilag Sogn og Fjordane megyéhez tartozik, azon belül Flora község székhelye.
Florø Norvégia legnyugatibb fekvésű városa. 1860-ban alapították, amikor a heringhalászat volt az ország vezető gazdasági ágazata, és Florø ennek a halászatnak az egyik legfontosabb központja volt. Ma idilli kisváros szép természeti környezetben.